# Przewrót 19 maja
Przewrót 19 maja (bułg. Деветнадесетомайски преврат) – zamach stanu dokonany w Bułgarii w 1934 przez Koło Polityczne „Zweno” i Związek Wojskowy przy pomocy armii.

## Sytuacja gospodarcza, społeczna i polityczna w Bułgarii na początku lat 30. XX wieku
Na początku lat 30. XX wieku Carstwo Bułgarii wciąż odczuwało skutki postanowień traktatu pokojowego z Neuilly-sur-Seine z 1919 (określane w Bułgarii mianem „drugiej katastrofy narodowej”), na mocy którego kraj poniósł znaczne straty terytorialne i zmuszony był zapłacić reparacje wojenne swoim sąsiadom. Dodatkowych problemów przysporzyły rzesza uchodźców z utraconych ziem oraz wielki kryzys z końca lat 20, który pogorszył sytuację gospodarczą kraju.
Mimo tych trudności Carstwo Bułgarii było w 1934 jednym z niewielu krajów w Europie i jedynym na Bałkanach z wielopartyjnym systemem rządów. Wybory do Zgromadzenia Narodowego w 1931 przyniosły zwycięstwo koalicji Blok Narodowy. W jej skład wchodzili ludowcy, demokraci, radykałowie oraz liberałowie. Zróżnicowanie polityczne i ideologiczne w obrębie Bloku prowadziło do wielu wewnętrznych napięć oraz przedłużających się sporów przy obsadzie stanowisk ministerialnych. Niezadowolona z tej sytuacji była prawica skupiona w Kole Politycznym „Zweno” oraz armia, w której znaczącą rolę odgrywała organizacja oficerów rezerwy – tzw. Związek Wojskowy. Część działaczy Związku opowiadała się za zorganizowaniem zamachu stanu i odsunięciem nieudolnego rządu od sprawowania władzy. Wojskowi nie byli jedynym ugrupowaniem, które dążyło do przewrotu. W 1934 popularność zyskał opozycyjny Narodowy Ruch Socjalny, na czele którego stał były premier, profesor Aleksandyr Cankow. Organizacja Cankowa otwarcie groziła siłowym przejęciem władzy w kraju i ustanowieniem dyktatury faszystowskiej.
Sytuację polityczną na początku maja 1934 dodatkowo skomplikował poważny kryzys rządowy, w wyniku którego do dymisji podał się premier Nikoła Muszanow, a Zgromadzenie Narodowe zawiesiło swoje obrady. Car Borys III przeprowadził rozmowy z liderami partii tworzącymi Blok Narodowy, które jednak nie zakończyły się porozumieniem. Nie mogąc znaleźć innego rozwiązania Borys III ponownie powierzył misję utworzenia rządu Muszanowowi, zaś funkcję ministra wojny przydzielił liderowi Związku Wojskowego, generałowi Atanasowi Watewowi. Nominując Watewa car miał nadzieję złagodzić buntownicze nastroje w armii i odsunąć groźbę przewrotu.

## W przededniu przewrotu
17 maja 1934 wojskowi z Zarządu Głównego Związku Wojskowego zwołali nadzwyczajne posiedzenie, podczas którego określili sytuację polityczną w kraju jako beznadziejną i zdecydowali o zawiązaniu spisku w celu przeprowadzenia zamachu stanu. Na jego czele stanęli gen. Penczo Złatew i płk Damjan Wełczew. W kluczowych garnizonach w kraju rozlokowano ponad ośmiuset oficerów uczestniczących w konspiracji. Do spisku nie dopuszczono gen. Watewa, którego określono mianem zdrajcy.
Wieści o planowanym zamachu stanu dotarły zarówno do cara, jak i do premiera Muszanowa. Żaden z nich nie podjął jednak działań w celu zapobiegnięcia przewrotowi. Borys III ograniczył się jedynie do poinformowania gen. Watewa o krytycznej sytuacji w kraju, ale uczynił to zbyt późno, by minister miał szansę odwrócić przebieg wydarzeń.

## Zamach stanu
Krótko po północy z 18 na 19 maja wojsko, na czele którego stali oficerowie należący do spisku, rozpoczęło zajmowanie kluczowych urzędów i obiektów w stolicy oraz w innych ważniejszych miastach kraju. Choć żołnierze dysponowali tzw. ostrą amunicją, zamach przebiegł bez rozlewu krwi. Premier Muszanow i gen. Watew zostali zaaresztowani. O piątej nad ranem do sztabu spiskowców przybył wysłannik cara, który zaprosił gen. Złatewa oraz kandydata wojskowych na premiera, Kimona Georgiewa z Koła Politycznego „Zweno”, na spotkanie w pałacu. Udając się na rozmowy Georgiew wziął dwa dokumenty: dekret o powołaniu nowego rządu oraz akt abdykacji cara, który miał mu zostać przedstawiony w przypadku odmowy podpisania tego pierwszego. Audiencja przebiegła jednak spokojnie, Borys III zgodził się usankcjonować przewrót i powierzyć Georgiewowi zadanie budowy rządu.

## Po przewrocie
Rząd Georgijewa, zaprzysiężony 19 maja, sprawował władzę autorytarną. Wkrótce po przewrocie unieważniono Konstytucję Tyrnowską obowiązującą w Bułgarii od 1879, rozwiązano Zgromadzenie Narodowe, zdelegalizowano wszystkie partie polityczne, związki zawodowe i organizacje polityczne. Władza w kraju została scentralizowana. Rząd mianował burmistrzów, powoływał państwowe organizacje zawodowe (m.in. Robotniczy Związek Zawodowy, do którego musieli należeć wszyscy bułgarscy robotnicy) i silnie ingerował w gospodarkę narodową.
Mimo iż postulat obalenia monarchii nie został oficjalnie postawiony, część wojskowych i działaczy Koła Politycznego „Zweno” nie kryła swoich republikańskich poglądów. Mając tego świadomość car Borys III starał się zminimalizować znaczenie antymonarchistów i w ten sposób umocnić własną pozycję. Podjęte przez niego działania doprowadziły do odsunięcia od władzy płk. Wełczewa, a w styczniu 1935 do zmiany premiera. Na czele gabinetu stanął gen. Złatew, który popierał monarchię. Mimo to w kwietniu 1935 powołany został nowy rząd, z premierem Andrejem Toszewem na czele. Toszew był już całkowicie podległy carowi i odciął się od większości postulatów wysuniętych przez rząd Georgijewa. W ten sposób wojskowi i Koło Polityczne „Zweno” utracili swój krótkotrwały wpływ na politykę, zaś w kraju zapanowała dyktatura monarchy.